# 스타트업 커뮤니티

스타트업커뮤니티 창업시작(bizbegin)은 창업 실무 및 관련 정보를 공유하는 커뮤니티이다. 
창업 실무에 관한 전반적인 정부기관 및 인증정보를 다루고 있다. 예비 및 초기 창업자들에게 도움될 수 있는 정책 정보를 제공한다.
- 스타트업 자유게시판
- 스타트업 행사정보
- 스타트업 실무자료

## 정보 제공 분야
- 특허
- 상표권
- 법인설립
- 사업자등록
- 정책자금
- 정부지원사업
- 기업인증
- 세무
- 인사
- 투자
- 마케팅
- 외주개발 등

## 연혁
2023년
- 2023년 11월｜프로토타입 개시